# عبدالله الزوری
عبدالله الزوری (انگلیسی: Abdullah Al-Zori؛ زادهٔ ۱۳ اوت ۱۹۸۷) یک بازیکن فوتبال اهل عربستان سعودی است.
از باشگاه‌هایی که در آن بازی کرده‌است می‌توان به الهلال عربستان اشاره کرد.
وی همچنین در عربستان سعودی بازی کرده‌است.